# Denis Verdini
Denis Verdini (né le 8 mai 1951 à Fivizzano) est un homme politique et un banquier italien, membre dirigeant du Peuple de la liberté.

## Biographie
Après avoir été diplômé en sciences politiques, Denis Verdini est élu député dès la XIVe législature, réélu pour les XVe et XVIe, d'abord pour Forza Italia, puis pour le Peuple de la liberté, en Toscane.
Après avoir appartenu au Parti républicain italien, lors des élections législatives de 1994, il est candidat à la Chambre dans un collège uninominal (Sesto Fiorentino) pour le Pacte Segni (il y obtient 16,6 % des voix mais n'est pas élu). Il devient alors un partisan de Forza Italia et en devient élu régional dès 1995.
Le 23 juillet 2010, il démissionne en tant que président du Credito Cooperativo Fiorentino (une banque) dans le cadre du scandale qualifié de P3, scandale dans lequel il semble avoir été impliqué notamment dans l'objectif d'influencer la Cour constitutionnelle italienne (dans une loi qui a été ensuite été déclarée anticonstitutionnelle). Verdini est également mis en examen par un tribunal florentin pour corruption.
En 2015, il fonde Alliance libéral-populaire-Autonomies un groupe parlementaire de 19 sénateurs en désaccord avec Silvio Berlusconi.